# Вдовушка (остров)
Вдо́вушка — остров в бухте Весёлая Тауйской губы (Охотское море).

## География
Представляет собой маленький островок в окрестностях Магадана. Песчаная литораль, соединяющая его с берегом, всегда осушается в отлив, и тогда на остров можно попасть пешком. Площадь 0,04 км². Произрастает 58 видов растений. Входит в состав муниципального образования «город Магадан».
Остров образовался, по-видимому, 5-6 тысяч лет назад, как и другие наиболее близкие к материковому побережью острова Тауйской губы — Шеликан и Умара.